# 番付上位者優勝制度
番付上位者優勝制度（ばんづけじょういしゃゆうしょうせいど）は、大相撲で1909年6月場所で最優秀成績者への優勝掲額制度が発足してから、1947年6月場所で優勝決定戦制度が導入されるまで実施されていた制度で、同点での最高成績者が複数人いた場合にはその場所の番付でより上位にいた者を優勝とするもの。

## 概要
同成績（勝ち星から負け星を引いた数が同じ状況）であるなら、上位の地位で取っていた力士の方がそれだけ強い相手と対戦しているはずなので、それだけ価値が高いとする考え方に基づく。また優勝制度発足以前の場所に遡って優勝相当成績の回数などを数える場合にも、この制度にあてはめて算出することが通例になっている。
なお、この制度下では「優勝が決まったわけでないのに、優勝を争う当事者の勝敗が優勝の行方にほぼ影響しない。」という奇妙な現象もあり得た。一例をあげると、1942年5月場所、13日目を終えた段階で横綱双葉山が1敗で、全勝の大関安芸ノ海を追う展開であったが、この両者は千秋楽に直接対戦することが決まっていたため、14日目の相撲に敗れ1敗を喫した安芸ノ海のあとに土俵に上がる番付上位の双葉山にとっては、同日の相撲に勝っても負けても「千秋楽に勝てば優勝、負ければ脱落」という状況に変わりがなく、（引き分け、預かりといった例外的なケースを別にすると）、優勝争いという面に限定すれば消化試合的な不合理な側面があった。ちなみに双葉山は14日目、大関照国に敗れ、「安芸ノ海1敗、双葉山2敗」という展開で千秋楽両者直接対戦したが、双葉山が勝利、上位優勝の恩恵を受けて優勝した。
なお、幕下以下では、1950年1月場所から1956年1月場所までは、優勝決定戦は行われず、この制度が採用されていた。

## この制度下で幕内最高優勝を逃した力士
| 場所            | 四股名         | 地位       | 成績      | 対 戦 | 優勝力士 （地位・成績)               | 備考                                                                                    |
| --------------- | -------------- | ---------- | --------- | ----- | ------------------------------------ | --------------------------------------------------------------------------------------- |
| 1916年 1月場所  | 源氏山大五郎   | 東前頭13   | 9勝1敗    |       | 2代西ノ海嘉治郎 • 東大関 • 8勝1分1休 | 源氏山はのちの3代西ノ海で、この場所新入幕。2代西ノ海の1休は相手力士休場                 |
| 1917年 5月場所  | 大潮又吉       | 西前頭13   | 9勝1預    |       | 栃木山守也 • 西大関 • 9勝1預         |                                                                                         |
| 1920年 5月場所  | 栃木山守也     | 西張出横綱 | 8勝1分1預 |       | 大錦卯一郎 • 西横綱 • 9勝1敗         |                                                                                         |
| 1923年 1月場所  | 源氏山大五郎   | 西大関     | 8勝1敗1分 | 分    | 栃木山守也 • 東張出横綱 • 8勝1敗1分  | 栃木山と千秋楽1敗同士で対戦、勝てば優勝だったが引き分ける。                             |
| 1925年 5月場所  | 出羽ヶ嶽文治郎 | 西前頭2    | 9勝2敗    | ●     | 3代西ノ海嘉治郎 • 東横綱 • 9勝2敗    |                                                                                         |
| 1926年 5月場所  | 錦洋与三郎     | 西前頭12   | 10勝1敗   |       | 大蛇山酉之助 • 西前頭8 • 10勝1敗     |                                                                                         |
| 1927年 10月場所 | 能代潟錦作     | 西大関     | 10勝1敗   | ○     | 常ノ花寛市 • 東横綱 • 10勝1敗        | 常ノ花には不戦勝1あり。                                                                 |
| 1928年 1月場所  | 三杦磯善七     | 西前頭13   | 10勝1敗   |       | 常陸岩英太郎 • 東大関 • 10勝1敗      | 常陸岩には不戦勝1があり、この扱いをめぐって紛糾した末三杦磯にも優勝額が贈呈されている。 |
| 1928年 10月場所 | 常ノ花寛市     | 西横綱     | 9勝2敗    | ○     | 宮城山福松 • 東横綱 • 9勝2敗         | 直接対戦は優勝決定後。能代潟には勝利。                                                  |
| 1928年 10月場所 | 能代潟錦作     | 東張出大関 | 9勝2敗    |       | 宮城山福松 • 東横綱 • 9勝2敗         | 10日目常ノ花に敗れたことで、宮城山の優勝決定。                                          |
| 1929年 3月場所  | 玉錦三右エ門   | 東関脇     | 9勝2敗    | ○     | 豊國福馬 • 西大関 • 9勝2敗           | 不戦勝１あり。男女ノ川にも勝利。                                                        |
| 1929年 3月場所  | 男女ノ川共三郎 | 西前頭4    | 9勝2敗    |       | 豊國福馬 • 西大関 • 9勝2敗           | 玉錦には敗戦。                                                                          |
| 1929年 9月場所  | 宮城山福松     | 西横綱     | 8勝3敗    | ○     | 常ノ花寛市 • 東横綱 • 8勝3敗         | 直接対戦は優勝決定後。豊國・朝潮とは対戦なし。                                          |
| 1929年 9月場所  | 豊國福馬       | 西大関     | 8勝3敗    | ○     | 常ノ花寛市 • 東横綱 • 8勝3敗         | 直接対戦は優勝決定後。宮城山・朝潮とは対戦なし。                                        |
| 1929年 9月場所  | 朝潮共三郎     | 西前頭2    | 8勝3敗    | ●     | 常ノ花寛市 • 東横綱 • 8勝3敗         | もと男女ノ川。宮城山・豊國とは対戦なし。                                                |
| 1930年 1月場所  | 玉錦三右エ門   | 東関脇     | 9勝2敗    | ○     | 豊國福馬 • 西大関 • 9勝2敗           | 武藏山とは対戦なし。                                                                    |
| 1930年 1月場所  | 武藏山武       | 東前頭2    | 9勝2敗    | ●     | 豊國福馬 • 西大関 • 9勝2敗           | 玉錦とは対戦なし。                                                                      |
| 1930年 3月場所  | 天竜三郎       | 東前頭1    | 10勝1敗   |       | 常ノ花寛市 • 東横綱 • 10勝1敗        |                                                                                         |
| 1930年 10月場所 | 武藏山武       | 東小結     | 9勝2敗    | ●     | 玉錦三右エ門 • 西張出大関 • 9勝2敗   | 朝潮・清水川には勝利。                                                                  |
| 1930年 10月場所 | 朝潮共三郎     | 西前頭1    | 9勝2敗    |       | 玉錦三右エ門 • 西張出大関 • 9勝2敗   | 武蔵山に敗戦、清水川とは対戦なし。                                                      |
| 1930年 10月場所 | 清水川元吉     | 西前頭3    | 9勝2敗    |       | 玉錦三右エ門 • 西張出大関 • 9勝2敗   | 武蔵山に敗戦、朝潮とは対戦なし。                                                        |
| 1931年 1月場所  | 朝潮共三郎     | 東関脇     | 9勝2敗    |       | 玉錦三右エ門 • 東大関 • 9勝2敗       | 不戦勝1あり。鏡岩とも対戦なし。                                                         |
| 1931年 1月場所  | 鏡岩善四郎     | 東前頭14   | 9勝2敗    |       | 玉錦三右エ門 • 東大関 • 9勝2敗       | 朝潮とも対戦なし。                                                                      |
| 1931年 3月場所  | 武藏山武       | 西小結     | 10勝1敗   | ●     | 玉錦三右エ門 • 東大関 • 10勝1敗      | 千秋楽に玉錦と全勝と1敗で対戦、勝つか引き分けで優勝の一番に敗れる。                     |
| 1931年 5月場所  | 清水川元吉     | 西前頭3    | 10勝1敗   | ○     | 武藏山武 • 東小結 • 10勝1敗          |                                                                                         |
| 1932年 5月場所  | 清水川元吉     | 東張出大関 | 10勝1敗   | ○     | 玉錦三右エ門 • 東大関 • 10勝1敗      |                                                                                         |
| 1932年 10月場所 | 沖ツ海福雄     | 東関脇     | 9勝2敗    | ○     | 清水川元吉 • 東張出大関 • 9勝2敗     | 高登に敗戦、瓊ノ浦とは対戦なし。                                                        |
| 1932年 10月場所 | 高登渉         | 西前頭1    | 9勝2敗    | ●     | 清水川元吉 • 東張出大関 • 9勝2敗     | 沖ツ海には勝利、瓊ノ浦とは対戦なし。                                                    |
| 1932年 10月場所 | 瓊ノ浦勇雄     | 西前頭6    | 9勝2敗    |       | 清水川元吉 • 東張出大関 • 9勝2敗     | 沖ツ海・高登とも対戦なし。                                                              |
| 1933年 5月場所  | 寶川政治       | 西前頭14   | 10勝1敗   |       | 玉錦三右エ門 • 東横綱 • 10勝1敗      |                                                                                         |
| 1935年 1月場所  | 鏡岩善四郎     | 東前頭8    | 10勝1敗   |       | 玉錦三右エ門 • 東横綱 • 10勝1敗      |                                                                                         |
| 1941年 1月場所  | 羽黒山政司     | 西大関     | 14勝1敗   |       | 双葉山定次 • 西横綱 • 14勝1敗        |                                                                                         |
| 1942年 5月場所  | 安藝ノ海節男   | 西大関     | 13勝2敗   | ●     | 双葉山定次 • 東横綱 • 13勝2敗        | 千秋楽、双葉山と1敗と2敗で対戦、勝つか引き分けで優勝の一番に敗れる。照國とは対戦なし。  |
| 1942年 5月場所  | 照國萬藏       | 西張出大関 | 13勝2敗   | ○     | 双葉山定次 • 東横綱 • 13勝2敗        | 13日目に優勝可能性消滅、双葉山との直接対戦は14日目。安藝ノ海とは対戦なし。              |
| 1944年 11月場所 | 東富士欽壹     | 西関脇     | 9勝1敗    |       | 前田山英五郎 • 西大関 • 9勝1敗       |                                                                                         |
| 1944年 11月場所 | 若瀬川泰二     | 西前頭14   | 9勝1敗    |       | 前田山英五郎 • 西大関 • 9勝1敗       |                                                                                         |
| 1945年 11月場所 | 千代ノ山昌治   | 東前頭10   | 10戦全勝  |       | 羽黒山政司 • 西横綱 • 10戦全勝       | この場所新入幕。全勝・土つかずで優勝を逃した最後の例。                                  |

- 対戦は優勝者との直接対戦。空欄は対戦なし。